# مايكل تشانغ
مايكل تشانغ هو لاعب كرة قدم كوبي في مركز الوسط، ولد في 18 أبريل 1991 في هافانا في كوبا. شارك مع منتخب كوبا لكرة القدم. أما مع النوادي، فقد لعب مع تشارلستون بيتري وريال موناركس.

## وصلات خارجية
- مايكل تشانغ على موقع الدوري الأمريكي (الإنجليزية)
- مايكل تشانغ على موقع قاعدة بيانات كرة القدم.إي يو (الإنجليزية)
- مايكل تشانغ على موقع ناشيونال فوتبول تيمز (الإنجليزية)
- مايكل تشانغ على موقع Soccerway.com (الإنجليزية)